# Microcope levissima
Microcope levissima là một loài chân đều trong họ Munnopsidae. Loài này được Malyutina miêu tả khoa học năm 2008.